# Prentiss M. Brown
Prentiss Marsh Brown, född 18 juni 1889 i St. Ignace, Michigan, död 19 december 1973 i St. Ignace, Michigan, var en amerikansk demokratisk politiker. Han representerade delstaten Michigan i båda kamrarna av USA:s kongress, först i representanthuset 1933–1936 och sedan i senaten 1936–1943.
Brown studerade vid University of Illinois och Albion College. Han studerade sedan juridik och inledde sin karriär som advokat i Michigan. Han var åklagare i Mackinac County 1914–1926.
Brown blev invald i representanthuset i kongressvalet 1932. Han omvaldes 1934. Han besegrade sedan republikanen Wilber M. Brucker i senatsvalet 1936. Brown blev därefter utnämnd till senator några veckor i förtid, eftersom senator James Couzens avled i ämbetet. Brown ställde upp för omval i senatsvalet 1942 men besegrades av utmanaren Homer S. Ferguson.
Brown blev 1951 utnämnd till ordförande i Mackinac Bridge Authority. Myndigheten hade ansvaret över byggandet av Mackinacbron som stod klar år 1957. Han stannade kvar som ordförande fram till sin död. Efter att bron hade blivit färdig, fick myndigheten ansvar för brons fortsatta funktion och dess vägtullar.
Brown var metodist och frimurare. Han gravsattes på Lakeside Cemetery i St. Ignace.